# Budkov (powiat Třebíč)
Budkov – gmina w Czechach, w powiecie Třebíč, w kraju Wysoczyna. 1 stycznia 2014 liczyła 369 mieszkańców.